# ライグエーリア
ライグエーリア(伊: Laigueglia)は、イタリア共和国リグーリア州サヴォーナ県にある、人口約1,700人の基礎自治体（コムーネ）。

## 地理

### 位置・広がり

#### 隣接コムーネ
隣接するコムーネは以下の通り。
- アラッシオ
- アンドーラ

### 地震分類
イタリアの地震リスク階級 (it) では、2 に分類される
。

## 文化・観光
「イタリアの最も美しい村」クラブ加盟コムーネである。

## 姉妹都市
- ヘール＝グレンツハウゼン、ドイツ 1972年
- スミュール＝アン＝ノーソワ、フランス 2000年
- ラ・トゥイール、イタリア 2013年